# Herbert Schramm
Herbert Schramm (Wetzlar, Alemanha, 13 de outubro de 1913 - 1 de dezembro de 1943, Eupen, Bélgica) foi um piloto alemão da Luftwaffe durante a Segunda Guerra Mundial. Voou 480 missões de combate, nas quais abateu 42 aeronaves inimigas (7 na Inglaterra), o que fez dele um ás da aviação. De entre várias condecorações que ele recebeu, destaca-se a Cruz de Cavaleiro da Cruz de Ferro com Folhas de Carvalho. Faleceu no dia 1 de Dezembro de 1943, morto em combate, depois de o seu Bf 109 G-6 ter sido abatido por um P-47 Thunderbolt; Schramm conseguiu saltar para fora do avião, contudo o seu paraquedas não abriu.